# 梁啟智
梁啟智（英語：Leung Kai Chi，1978年12月8日—），曾任香港大學地理學系及嶺南大學文化研究學系兼任講師，香港中文大學通識教育部的領袖課程副主任和博群計劃的高級項目經理。現為時事評論員、專欄作家。畢業於沙田蘇浙公學、香港浸會大學地理系、美國克拉克大學國際發展碩士及美國明尼蘇達大學地理學博士，專攻城市地理學。

## 社會參與
1995年成為香港聯校電子及電腦學會內務秘書，1997年與歐陽檉等人籌組香港學界電腦組織。
大學時期活躍參與公共事務，為香港浸會大學國事學會第十四屆會長。2005下半年走訪同濟大學建築及城市規劃學院，認為香港民主進程與中國民主發展唇齒相依，若要推動香港民主，泛民主派必須主動參與內地的政治及民主改革，否則只談香港普選將是徒勞。
近年自稱活躍於香港保育及舊區重建運動，曾協助灣仔利東街居民抗爭，參與反對清拆天星碼頭。因在清拆皇后碼頭一事的立場上與一些保育人士不一致而受爭議（页面存档备份，存于）。積極參與了Roundtable相關活動。
2009年底，梁聯同黎廣德及公共專業聯盟其他成員提出錦上路方案，就廣深港高速鐵路香港段之爭議，提出建議高鐵以錦上路站為香港終點站，但遭到政府拒絕。
2011年，梁啟智在《明報》發表多篇文章，支持在香港工作的外籍家庭傭工爭取永久居港權。
他與妻子在2012年1月的特首泛民民間初選的沙田票站，被人民力量支持者辱罵為「蝗蟲」、「娼妓」，事後他曾把片段放在社交網站，引起廣泛討論。
2020年，梁啟智以「未有回應本土思潮，與個人理念不同」為由，於9月4日退出工黨。
2021年12月，前往台灣，在國立台灣大學擔任訪問學人，也到東吳大學、國立清華大學等不同院校演講，談論香港社會與政治，包括2019年抗爭運動。

## 媒體參與
梁啟智為《茶杯雜誌》專欄作者，評論文章常見於《明報》、《香港經濟日報》等香港報章，評論範圍非常廣泛，包括政治、經濟、民生、文化；亦不定期於香港商業電台節目《光明頂》與陶傑、鮑偉聰、沈旭暉等擔任主持。出版的著作有《大地之網》（2007年，茶杯出版社）。正在編寫關於全球化的教科書。
最近一篇於臉書刊登《香港問題答客問（页面存档备份，存于）》被大量網民廣傳，更於微信以《香港發生什麼事了》被轉載，激發梁刊登《香港怎麼了-第二集（页面存档备份，存于）》。

## 部分文章
- 港燦是個七字頭（页面存档备份，存于）。明報，2006年11月5日
- 和自己賽跑的特首候選人。明報，2007年3月7日
- 「定義香港」的危險[]。明報，2007年9月24日